# Kristers Gudļevskis
Kristers Gudļevskis (* 31. Juli 1992 in Aizkraukle) ist ein lettischer Eishockeytorwart, der seit Juni 2023 erneut bei den Fischtown Pinguins Bremerhaven aus der Deutschen Eishockey Liga (DEL) unter Vertrag steht. Zuvor absolvierte Gudļevskis unter anderem fast 200 Spiele in der American Hockey League (AHL) und war darüber hinaus in der National Hockey League (NHL) sowie zahlreichen europäischen Topligen aktiv.

## Karriere
Gudļevskis stammt aus der Nachwuchsabteilung von Latvijas Bērzs und durchlief dort die Nachwuchsmannschaften, ehe er zum HK Ogre wechselte, für den er in der Saison 2009/10 in der lettischen Eishockeyliga aktiv war. Parallel ging er für die Spielgemeinschaft Ozolnieki/Juniors in der zweitklassigen belarussischen Wysschaja Liga aufs Eis. Nachdem er während des KHL Junior Draft 2010 durch Dinamo Riga ausgewählt worden war, wechselte er in die Organisation des KHL-Franchises und spielte fortan für den HK Riga in der Molodjoschnaja Chokkeinaja Liga (MHL). Zudem gehörte er dem erweiterten KHL-Kader von Dinamo an, absolvierte aber zunächst kein KHL-Spiel für das Team. Im Jahr 2011 wurde er für das All-Star-Game der MHL nominiert.

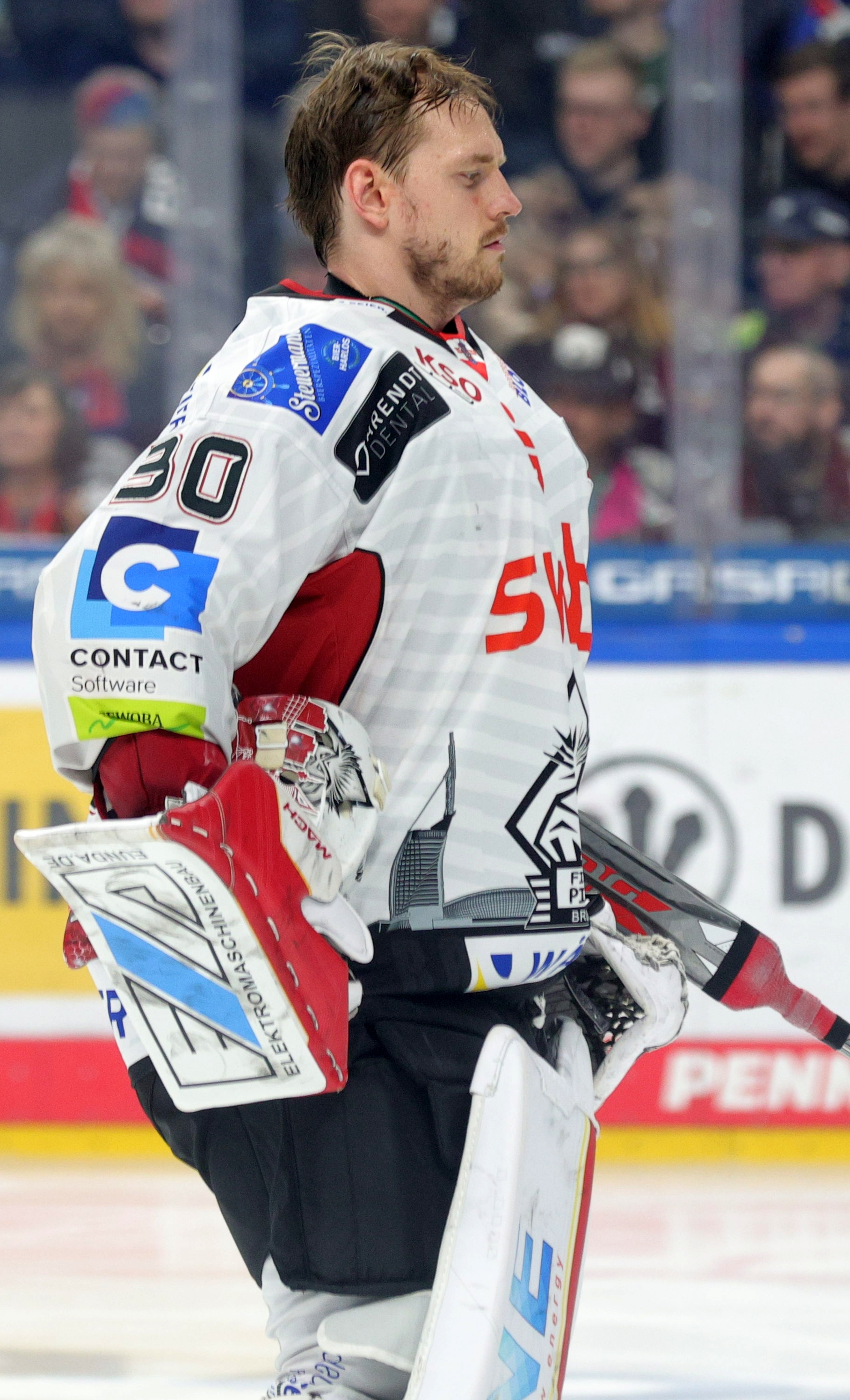
Gudļevskis im Trikot der Fischtown Pinguins Bremerhaven (2024)

Während der Saison 2012/13 zeigte er überzeugende Leistungen in der Juniorenliga, so dass er im Oktober als Ersatztorhüter in der KHL auflief. Am 5. Oktober 2012 gab er sein KHL-Debüt im Spiel gegen Witjas Tschechow, als er Mikael Tellqvist nach dem zweiten Drittel im Tor ersetzte. Nach der Spielzeit wurde der Lette im NHL Entry Draft 2013 in der fünften Runde an insgesamt 124. Position von den Tampa Bay Lightning aus der National Hockey League (NHL) ausgewählt, wo er einen Zwei-Wege-Vertrag über drei Jahre unterzeichnete, den er später verlängerte. Gudļevskis spielte bis zum Sommer 2017 überwiegend bei den Syracuse Crunch, dem Farmteam der Bolts, in der American Hockey League (AHL). Für Tampa selbst bestritt er in diesem Zeitraum lediglich fünf Spiele, davon zwei im Rahmen der Stanley-Cup-Playoffs 2014. Im Juli 2017 wurde er im Tausch für Carter Verhaeghe zu den New York Islanders transferiert. Nachdem er in der Saison 2017/18 ausschließlich für das Farmteam der Islanders, die Bridgeport Sound Tigers, in der AHL gespielt hatte, entschloss er sich zu einer Rückkehr zu Dinamo Riga.
Bereits im Oktober 2019 wurde er nach einem erfolglosen Start in die KHL-Saison 2019/20 entlassen und durch Alexander Salák ersetzt. Anschließend verpflichteten ihn im Dezember 2019 die Fischtown Pinguins Bremerhaven aus der Deutschen Eishockey Liga (DEL), für die er bis Saisonende insgesamt 26 Einsätze absolvierte. Anschließend fand er im Sommer 2020 zunächst keinen neuen Arbeitgeber und blieb vereinslos, ehe er im Dezember desselben Jahres vom EC VSV aus der ICE Hockey League verpflichtet wurde. Nach nur drei Monaten in Villach wechselte Gudļevskis im Februar 2021 in die Slowakei zum Hauptstadtklub HC Slovan Bratislava, wo er einen Vertrag bis zum Saisonende unterschrieb. Im Mai wurde der Vertrag um ein weiteres Jahr verlängert.
Der Lette erfüllte den Vertrag jedoch nicht, da er Anfang Januar 2022 vom schwedischen Klub Brynäs IF aus der Svenska Hockeyligan (SHL) verpflichtet wurde. Dort beendete er die Spielzeit schließlich und wechselte zur Saison 2022/23 schließlich innerhalb Schwedens zu MODO Hockey in die zweitklassige Allsvenskan. Mit MODO gelang am Saisonende der Gewinn der Meisterschaft und die damit verbundene Rückkehr in die SHL. Das Team aus Örnsköldsvik und Gudļevskis setzten die Zusammenarbeit über das Spieljahr hinaus nicht fort, woraufhin der Torwart zur Saison 2023/24 zu den Fischtown Pinguins in die DEL zurückkehrte. Die Hauptrunde der Spielzeit schloss der Lette mit dem Team auf dem ersten Rang ab, woraufhin er als bester Torhüter der Liga ausgezeichnet wurde. In den Playoffs feierte er mit dem Gewinn der Vizemeisterschaft den bis dato größten Erfolg der Bremerhavener Vereinsgeschichte. Im Folgejahr wurde er erneut als bester Schlussmann der Liga ausgezeichnet, nachdem er die höchste Fangquote und den geringsten Gegentorschnitt in der Hauptrunde vorzuweisen hatte.

### International
Kristers Gudļevskis vertrat sein Heimatland im Juniorenbereich bei insgesamt drei Weltmeisterschaften. Im Jahr 2010 nahm er mit der U18-Auswahl Lettlands an der U18-Junioren-Weltmeisterschaft teil, bei der er den neunten Platz belegte und den Abstieg in die Division I hinnehmen musste. Ein Jahr später spielte er mit den lettischen U20-Junioren bei der U20-Junioren-Weltmeisterschaft der Division I, kam im Turnierverlauf zu einem Einsatz und schaffte mit dem Team den Wiederaufstieg in die Top-Division. Bei der U20-Junioren-Weltmeisterschaft 2012 war er Stammtorhüter der Nationalmannschaft, absolvierte fünf Turnierspiele und konnte mit dem Nationalteam den Klassenerhalt in der Abstiegsrunde erreichen.
Ein Jahr darauf wurde er das erste Mal in die A-Nationalmannschaft berufen und schaffte es in den Kader für die Weltmeisterschaft 2013. Bei den Welttitelkämpfen in Helsinki wechselte er sich mit Edgars Masaļskis im Tor ab und zeigte mit einer Fangquote von 92,5 % und einem Gegentorschnitt von 2,22 überzeugende Leistungen. Bei den Olympischen Winterspielen 2014 im russischen Sotschi gehörte Gudļevskis dem Olympiakader an und überzeugte dort, vor allem bei der 1:2-Niederlage gegen die kanadische Auswahl, als er 55 Schüsse hielt. In der Folge nahm der Schlussmann an den Weltmeisterschaften der Jahre 2014, 2018, 2019, 2023, 2024 und 2025 sowie der Qualifikationsendrunde im Sommer 2016 für die Olympischen Winterspiele 2018 im südkoreanischen Pyeongchang, die allerdings erfolglos war. Acht Jahre später gehörte Gudļevskis zum zweiten Mal in seiner Karriere zum Olympiakader bei den Winterspielen 2022 in der chinesischen Landeshauptstadt Peking. Dort blieb er ebenso ohne Einsatzzeiten wie bei der Weltmeisterschaft 2023, als die Letten mit dem Gewinn der Bronzemedaille den größten Erfolg in der Eishockey-Geschichte des baltischen Staats feierten.

## Erfolge und Auszeichnungen
| - 2011 Teilnahme am MHL All-Star Game - 2012 MHL-Torwart des Monats Oktober - 2016 Teilnahme am AHL All-Star Classic - 2023 Meister der Allsvenskan und Aufstieg in die Svenska Hockeyligan mit MODO Hockey | - 2024 Deutscher Vizemeister mit den Fischtown Pinguins Bremerhaven - 2024 DEL-Torwart des Jahres - 2025 Höchste Fangquote und geringster Gegentorschnitt der DEL-Hauptrunde - 2025 DEL-Torwart des Jahres |

### International
- 2011 Aufstieg in die Top-Division bei der U20-Junioren-Weltmeisterschaft der Division I
- 2023 Bronzemedaille bei der Weltmeisterschaft
- 2024 Bester Torwart der Qualifikation für die Olympische Winterspiele 2026, Gruppe E

## Karrierestatistik

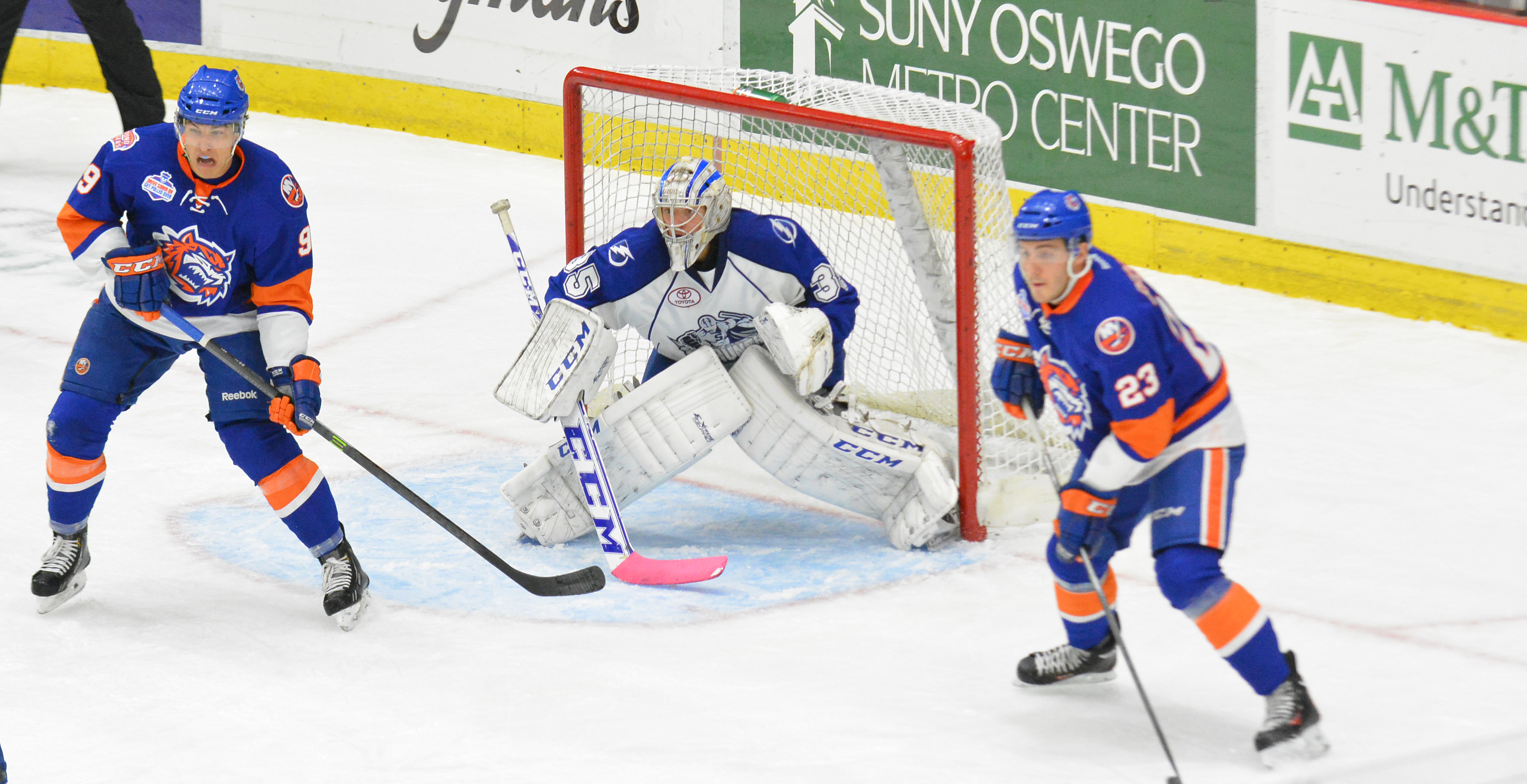
Gudļevskis im Tor der Syracuse Crunch (2013)

Stand: Ende der Saison 2024/25

### International
Vertrat Lettland bei:
| - U18-Junioren-Weltmeisterschaft 2010 - U20-Junioren-Weltmeisterschaft der Division I 2011 - U20-Junioren-Weltmeisterschaft 2012 - Weltmeisterschaft 2013 - Olympischen Winterspielen 2014 - Weltmeisterschaft 2014 - Qualifikationsturnier für die Olympischen Winterspiele 2018 | - Weltmeisterschaft 2018 - Weltmeisterschaft 2019 - Olympischen Winterspielen 2022 - Weltmeisterschaft 2023 - Weltmeisterschaft 2024 - Qualifikationsturnier für die Olympischen Winterspiele 2026 - Weltmeisterschaft 2025 |

(Legende zur Torhüterstatistik: GP oder Sp = Spiele insgesamt; W oder S = Siege; L oder N = Niederlagen; T oder U oder OT = Unentschieden oder Overtime- bzw. Shootout-Niederlage; Min. = Minuten; SOG oder SaT = Schüsse aufs Tor; GA oder GT = Gegentore; SO = Shutouts; GAA oder GTS = Gegentorschnitt; Sv% oder SVS% = Fangquote; EN = Empty Net Goal; 1 Play-downs/Relegation; Kursiv: Statistik nicht vollständig)